# Samsung Galaxy Tab Pro 8.4
Samsung Galaxy Tab Pro 8.4 — это планшетный компьютер с диагональю экрана 8,4 дюйма, работающий на операционной системе Android и производимый известной компанией Samsung Electronics. Этот девайс является частью премиальной линейки «Pro» в серии Samsung Galaxy Tab, к которой также относятся модели с большими экранами — 10,1 дюйма и 12,2 дюйма, такие как Galaxy Tab Pro 10.1 и Galaxy Tab Pro 12.2. Официально он был представлен 6 января 2014 года, а его продажи в США стартовали 19 февраля по цене от 399 долларов. Galaxy Tab Pro 8.4 стал первым 8,4-дюймовым планшетом от Samsung, который был разработан как конкурент для LG G Pad 8.3.

## История разработки
Анонс Galaxy Tab Pro 8.4 состоялся 6 января 2014 года. Этот планшет был представлен на выставке бытовой электроники 2014 года в Лас-Вегасе, где также демонстрировались Galaxy Note Pro 12.2, Tab Pro 12.2 и Tab Pro 10.1.

## Характеристики и функции
Galaxy Tab Pro 8.4 поставляется с предустановленной операционной системой Android 4.4.2 KitKat. Samsung адаптировала интерфейс планшета с использованием своего программного обеспечения TouchWiz UX. В дополнение к стандартному набору приложений от Google, устройство включает в себя множество приложений от Samsung, таких как ChatON, S Suggest, S Voice, S Translator, S Planner, WatchON, Smart Stay, Multi-Window, Group Play и All Share Play.
Вскоре после его выхода на рынок, операционная система планшета была обновлена до версии Android 4.4.2 KitKat. Обновление стало доступным для пользователей в таких странах, как Великобритания, Колумбия и США, и включало исправления ошибок, улучшения безопасности и повышения производительности. Пользователи могли установить обновление через OTA (по воздуху) или с помощью программы Samsung Kies.
Galaxy Tab Pro 8.4 предлагает различные варианты подключения: только WiFi, 3G с WiFi и 4G/LTE с WiFi. Объем встроенной памяти варьируется от 16 ГБ до 32 ГБ в зависимости от конфигурации, при этом предусмотрен слот для карт памяти microSDXC, позволяющий расширить память до 64 ГБ. Планшет оснащен экраном Super Clear с разрешением 2560x1600 пикселей и плотностью пикселей 359 ppi. Для фотографий предусмотрены 2-мегапиксельная фронтальная камера без вспышки и 8-мегапиксельная основная камера с автофокусом и светодиодной вспышкой, которая также поддерживает запись HD-видео.